# ساتشا ماركيه
ساتشا ماركيه (بالألمانية: Sascha Marquet)‏ هو لاعب كرة قدم ألماني في مركز الوسط، ولد في 7 نوفمبر 1989 في ليفركوزن في ألمانيا. لعب مع ألمانيا آخن وباير 04 ليفركوزن وفورتونا كولن.

## وصلات خارجية
- ساتشا ماركيه على موقع قاعدة بيانات كرة القدم.إي يو (الإنجليزية)
- ساتشا ماركيه على موقع بيانات كرة القدم. دي إي (الألمانية)
- ساتشا ماركيه على موقع عالم كرة القدم.نت (الإنجليزية)